# Brevipalpus spaticus
Brevipalpus spaticus är en spindeldjursart som beskrevs av Hatzinikolis och Emmanouel 1991. Brevipalpus spaticus ingår i släktet Brevipalpus och familjen Tenuipalpidae. Inga underarter finns listade.